# Dis oui
Ne doit pas être confondu avec Dis-moi oui (chanson).
Chansons représentant la Belgique au Concours Eurovision de la chanson
Liefde is een kaartspel
(1996) Like the Wind
(1999)
Dis oui est une chanson écrite et composée par Philippe Swan et interprétée par la chanteuse belge Mélanie Cohl sortie en single en 1998. C'est la chanson sélectionnée pour représenter la Belgique au Concours Eurovision de la chanson 1998 qui se déroulait à Birmingham, en Angleterre (Royaume-Uni).
La chanson fait partie de la liste des titres des deux albums de l’interprète : Mes îles et Le meilleur de Mélanie Cohl ainsi que sur plusieurs compilations dont celle du Télévie 2009,.
Alors âgée de seize ans, Dis oui est le plus grand succès de la chanteuse en Belgique. En France, Chanson des Jumelles extraite de la comédie musicale de 2003 Les Demoiselles de Rochefort est le titre de Mélanie Cohl le mieux classé.

## À l'Eurovision
Elle est intégralement interprétée en français, une des langues nationales du pays, comme l'impose la règle entre 1976 et 1999. Dis oui est la 12e chanson interprétée lors de la soirée après Kärleken är (en) de la suédoise Jill Johnson et avant Aava (fi) du groupe finlandais Edea (en).
Interprétée par la chanteuse belge Mélanie Cohl à Birmingham lors du Concours Eurovision de la chanson 1998, le titre se classa à la 6e position (sur 25) avec un total de 122 points (et ayant reçu un « 12 points » de la Pologne). C'est alors la meilleure performance belge depuis la victoire de Sandra Kim avec J'aime la vie. Au Concours Eurovision de la chanson 2010 à Oslo, Tom Dice réitère l'acte en positionnant Me and My Guitar également au 6e rang des meilleurs titres.

## Liste des titres
Singles de Mélanie Cohl
Je rêve de vous
(1998)
Pistes de Mes îles
Amalya prie
| No | Titre                  | Durée |
| -- | ---------------------- | ----- |
| 1. | Dis oui                | 3:14  |
| 2. | Dis oui (instrumental) | 3:14  |

## Classements et certifications

### Classements

#### Classements hebdomadaires
| Classement (1998)                       | Meilleure position |
| --------------------------------------- | ------------------ |
| Belgique (Flandre Ultratop 50 Singles)  | 13                 |
| Belgique (Wallonie Ultratop 50 Singles) | 2                  |

#### Classement de fin d'année
| Classement (1998)            | Position |
| ---------------------------- | -------- |
| Belgique (Wallonie Ultratop) | 25       |

### Certification
| Pays                     | Certification | Date         | Seuil  |
| ------------------------ | ------------- | ------------ | ------ |
| Belgique (IFPI Belgique) | Platine       | 19 juin 1998 | 20 000 |

## Reprises
Magalie Vaé reprend Dis oui en 2006 sur son album éponyme.